# Lawe Sagu Hilir
Lawe Sagu Hilir is een bestuurslaag in het regentschap Aceh Tenggara van de provincie Atjeh, Indonesië. Lawe Sagu Hilir telt 389 inwoners (volkstelling 2010).